# ليلك مجري
الليلك المجري (باللاتينية: Syringa josikaea) نوع نباتي ينتمي إلى جنس الليلك من الفصيلة الزيتونية.

## الموئل والانتشار
موطنه أوكرانيا ورومانيا والمجر.

## مرادفات للاسم العلمي
- (باللاتينية: Syringa vincetoxifolia Baumg. ex Steud.)
- (باللاتينية: Syringa josikaea var. zabelii Beissn., Schelle & Zabel)
- (باللاتينية: Syringa x henryi var. eximia Rehder)